# Astraeus (aerolínea)
Astraeus fue una empresa dedicada al transporte aéreo de pasajeros, desde el Reino Unido hacia multitud de países. Tenía su base en el aeropuerto de Londres-Gatwick.
El 22 de noviembre de 2011, la directiva de la aerolínea anuncia el cese de operaciones de manera inmediata y definitiva, haciendo referencia a la ausencia de contratos y la mala suerte con el mantenimiento de aeronaves.

## Flota histórica

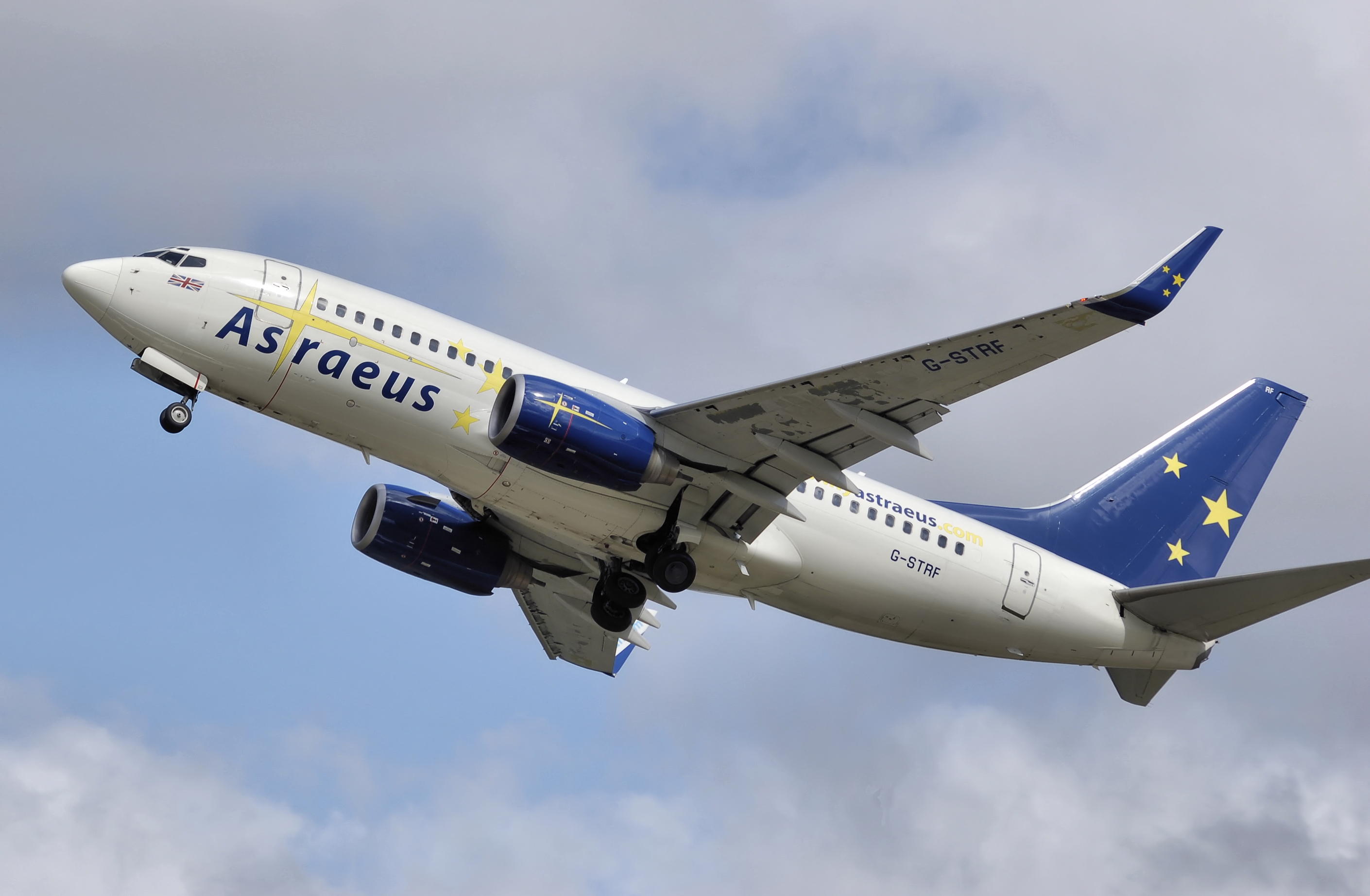
Un Boeing 737-700 de Astraeus despegando del Aeropuerto de Bristol, Inglaterra (2008)

La flota de Astraeus se compuso por las siguientes aeronaves:
| Aeronaves       | Total | Introducido | Retirado | Matrículas                                                      |
| --------------- | ----- | ----------- | -------- | --------------------------------------------------------------- |
| Airbus A320-200 | 1     | 2009        | 2011     | G-STRP                                                          |
| Boeing 737-300  | 6     | 2002        | 2009     | G-STRA, G-STRB, G-STRI, G-STRJ, G-BZZA y G-STRE                 |
| Boeing 737-500  | 1     | 2009        | 2011     | G-PJPJ                                                          |
| Boeing 737-700  | 5     | 2004        | 2011     | G-STRN, G-STRF, G-STRC, G-STRD y G-STRH                         |
| Boeing 757-200  | 8     | 2004        | 2011     | G-OOOB, G-OAVB, G-OJIB, G-STRW, G-OPJB, G-STRX, G-STRZ y G-STRY |

## Curiosidades
- Una curiosidad de esta compañía aérea es que esporádicamente cuenta en sus filas con Bruce Dickinson, cantante del grupo de heavy metal inglés Iron Maiden, como piloto y comandante de un Boeing 757. Durante el año 2008 Bruce Dickinson efectuó su gira Somewhere Back In Time World Tour siendo el comandante de la aeronave.